# Risoba obstructa
Risoba obstructa is een vlinder uit de familie visstaartjes (Nolidae). De wetenschappelijke naam van deze soort is voor het eerst geldig gepubliceerd in 1881 door Moore.
De soort komt voor in tropisch Afrika.